# Réacteur T-15
Le réacteur T-15 est un réacteur de recherche sur la fusion nucléaire installé à l'Institut Kourtchatov de Moscou (Russie) et basé sur la conception Tokamak inventée par les russes.
C'est le premier réacteur de fusion qui a réussi à utiliser la supraconductivité pour contrôler le plasma.
Ce réacteur a réussi sa première fusion plasma en 1988. De 1996 à 1998, une série d'améliorations ont permis de conduire les recherches préliminaires sur ITER qui devra aussi utiliser les supraconducteurs.
En janvier 2005, les recherches ont été arrêtées en raison d'un manque de financement et le réacteur désassemblé en 2017.
En mai 2021, une nouvelle version, le réacteur T-15MD a été inauguré. L'un des objectifs de ce réacteur est d’étudier la faisabilité des réacteurs nucléaires hybrides fusion fission. 